# 志田良太
志田 良太（しだ りょうた、8月15日 - ）は、日本の男性声優。長崎県出身。かつてはアミュレートに所属していた。

## 略歴
声優になろうと思ったきっかけの作品は『銀河英雄伝説』と『コマンドー』。
代々木アニメーション学院名古屋校声優タレント科出身。入学時、九州出身だったことから標準語に戸惑ったという。
アミュレートに所属していたが、2021年末にをもって退所した。

## 人物
趣味としてスポーツ観戦（サッカー、プロレス）、特技として料理をそれぞれ挙げている。

## 出演

### テレビアニメ
- アイドル事変（2017年、通行人）
- シュタインズ・ゲート ゼロ（2018年、医師、セミナー参加者C、覆面の男たち）
- 異常生物見聞録（2020年、狼B、狼1）
- WAVE!!〜サーフィンやっぺ!!〜（2021年、村田選手）

### ゲーム
2013年
- デート・ア・ライブ シリーズ（2013年 - 2014年） - 2シリーズ

2014年
- CHAOS;CHILD

2016年
- セブンナイツ（バロン、ハウル、ラウル）
- 逢魔が刻〜かくりよの縁〜
- 明治東亰恋伽 Full Moon

2017年
- クランク・イン
- 極無双 -GOKUMUSO-（胡軫、蘇双、蒲元）

2018年
- マジェスティック☆マジョリカル
- 片恋いコントラスト -way of parting-
- 蛇香のライラ ～Allure of MUSK～

2020年
- 幻想マネージュ（伯爵）
- マチガイブレイカー Re:Quest（フランキスカ）

2022年
- 超次元ゲイム ネプテューヌ Sisters vs Sisters（エフツーピー）

### ドラマCD
- TAP TRAP LOVE

### 舞台
- 時空警察SIG-RAIDER シグレイダー（2018年1月31日 - 2月4日、ラゾーナ川崎プラザソル）[9] - 時空騎士クラトス 役